# لويز إدواردو أمارال سيرا بيريرا
لويز إدواردو أمارال سيرا بيريرا هو لاعب كرة قدم برازيلي، ولد في 19 مارس 1987 في ريو دي جانيرو في البرازيل. شارك مع منتخب البرازيل لكرة القدم. أما مع النوادي، فقد لعب مع نادي فلومينينسي.